# Liste der denkmalgeschützten Objekte in Lichtenegg (Niederösterreich)
Die Liste der denkmalgeschützten Objekte in Lichtenegg enthält die 6 denkmalgeschützten unbeweglichen Objekte der Gemeinde Lichtenegg im niederösterreichischen Bezirk Wiener Neustadt-Land.

## Denkmäler
| Foto |                 | Denkmal                                                                      | Standort                                               | Beschreibung | Metadaten |
| ---- | --------------- | ---------------------------------------------------------------------------- | ------------------------------------------------------ | --- | --- |
| ja   | Datei hochladen | Tschudi-Hof/Jakobshof, Tschudi-Gedenkstätte HERIS-ID: 30278 Objekt-ID: 27019 | Amlos 9 Standort KG: Lichtenegg                        | Dreiseithof, Gedenkstätte des Schweizer Naturforscher Johann Jakob von Tschudi, im Kern frühes 19. Jahrhundert mit Um- und Ausbauten in der 2. Hälfte des 19. Jahrhunderts, reiches Schnitzwerkdekor im peruanischen Kolonialstil, Gedenkraum mit Arbeitszimmer in kompletter Ausstattung Ende des 19. Jahrhunderts. | BDA-Hist.: Q37932406 Status: Bescheid Stand der BDA-Liste: 2025-06-30 Name: Tschudi-Hof/Jakobshof, Tschudi-Gedenkstätte GstNr.: .104                                     |
| ja   | Datei hochladen | Judas Thaddäus-Kapelle HERIS-ID: 30287 Objekt-ID: 27028                      | vor Handler Grund 2 Standort KG: Lichtenegg            | Ende 19. Jahrhundert, mit Blendgiebel, Pilaster- und Kannelurprofilierung Anmerkung: laut Informationstafel auch „Handler-Kreuz“ | BDA-Hist.: Q37932462 Status: § 2a Stand der BDA-Liste: 2025-06-30 Name: Judas Thaddäus-Kapelle GstNr.: 1/7 Handler Kreuz, Lichtenegg                                     |
| ja   | Datei hochladen | Pfarrhof HERIS-ID: 30280 Objekt-ID: 27021                                    | Hauptstraße 20 Standort KG: Lichtenegg                 | Gestaffelte Anlage mit herausgerücktem dreiachsigem Südtrakt und hakenförmigem Wirtschaftstrakt. Im Kern 15./16. Jahrhundert, Wohntrakte 17. Jahrhundert, im 19. Jahrhundert aufgestockt. | BDA-Hist.: Q37932431 Status: § 2a Stand der BDA-Liste: 2025-06-30 Name: Pfarrhof GstNr.: 4/2                                                                             |
| ja   | Datei hochladen | Kath. Pfarrkirche hl. Jakob der Ältere HERIS-ID: 30279 Objekt-ID: 27020      | bei Hauptstraße 24 Standort KG: Lichtenegg             | Im Kern romanische Wehrkirchenanlage mit quadratischem Chorturm auf annähernd quadratischem Kirchhof, teilweise Wehrmauern, um 1250 Pfarre, 1. Kirchenbau vor 1282, Chorquadrat 1. Hälfte des 13. Jahrhunderts, Langhaus im Kern wohl 1. Hälfte 13. Jahrhundert, Wandmalereien um 1400, Anfang 15. Jahrhundert Ausbau zur Wehrkirche, Turmerhöhung und Ausbau des Wehrgeschoßes über dem Langhaus. | BDA-Hist.: Q37932418 Status: § 2a Stand der BDA-Liste: 2025-06-30 Name: Kath. Pfarrkirche hl. Jakob der Ältere GstNr.: .3 Pfarrkirche hl. Jakobus der Ältere, Lichtenegg |
| ja   | Datei hochladen | Bildstock Gnadenstuhl HERIS-ID: 30284 Objekt-ID: 27025                       | Marktplatz, vor Hauptstraße 24 Standort KG: Lichtenegg | Barocke Gnadenstuhlsäule, Inschrift bezeichnet 1876, Aufsatzgruppe um 1700 | BDA-Hist.: Q37932447 Status: § 2a Stand der BDA-Liste: 2025-06-30 Name: Bildstock Gnadenstuhl GstNr.: 2514/1 Dreifaltigkeitssäule Lichtenegg                             |
| ja   | Datei hochladen | Wallfahrtskirche Maria Schnee HERIS-ID: 30289 Objekt-ID: 27030               | neben Kaltenberg 22 Standort KG: Lichtenegg            | Nach Westnordwesten orientierter neobarocker Saalbau mit Querhaus und Doppelturmfassade nach Ostsüdosten, erbaut 1875–1879, 1503 und 1614 urkundlich Kapelle bei Kaltenberg als Grenze des Amtes Lichtenegg, 1631 urkundlich Filialkirche hll. Radegundis und Oswald, 1756 urkundlich Marienwallfahrt „Maria Schnee“, 1787 Prozessionsverbot, Demolierung der Kirche durch Ankauf durch die Lichtenegger verhindert, 1824 Stiftung für Renovierung, 1826 Renovierung und Neugestaltung, 1875 Stiftung für einen Kirchenbau durch Antonia Winter, Neubau im Stile barocker Wallfahrtskirchen. | BDA-Hist.: Q24279347 Status: § 2a Stand der BDA-Liste: 2025-06-30 Name: Wallfahrtskirche Maria Schnee GstNr.: .235 Wallfahrtskirche Maria Schnee (Kaltenberg)            |